# Faunalias
Faunalias son las fiestas que los aldeanos celebraban dos veces al año en honor de Fauno. 
Esto es el 11, 13 y 15 de febrero para celebrar el viaje de este dios de Arcadia a Italia, y el 9 de noviembre o 5 de diciembre para celebrar su partida y obtener que continuase teniéndolos en su benevolencia. Los altares de Fauno eran muy célebres, aún en tiempo de Evandro, se quemaba en ellos el incienso, se hacían libaciones de vino y se inmolaban en los mismos, ovejas y cabras.